# Sędziwuje (gromada)
Sędziwuje – dawna gromada, czyli najmniejsza jednostka podziału terytorialnego Polskiej Rzeczypospolitej Ludowej w latach 1954–1972.
Gromady, z gromadzkimi radami narodowymi (GRN) jako organami władzy najniższego stopnia na wsi, funkcjonowały od reformy reorganizującej administrację wiejską przeprowadzonej jesienią 1954 do momentu ich zniesienia z dniem 1 stycznia 1973, tym samym wypierając organizację gminną w latach 1954–1972.
Gromadę Sędziwuje z siedzibą GRN w Sędziwujach utworzono – jako jedną z 8759 gromad – w powiecie łomżyńskim w woj. białostockim, na mocy uchwały nr 18/V WRN w Białymstoku z dnia 4 października 1954. W skład jednostki weszły obszary dotychczasowych gromad Sędziwuje, Krajewo Stare, Krajewo Ćwikły, Krajewo Borowe, Krajewo Łętowo, Zakrzewo Stare, Zakrzewo Nowe i Krajewo Korytki ze zniesionej gminy Długobórz w tymże powiecie. Dla gromady ustalono 11 członków gromadzkiej rady narodowej.
13 listopada 1954 roku gromada weszła w skład nowo utworzonego powiatu zambrowskiego.
31 grudnia 1959 gromadę Sędziwuje zniesiono włączając jej obszar do nowo utworzonej gromady Zambrów.